# Sovrascorrimento

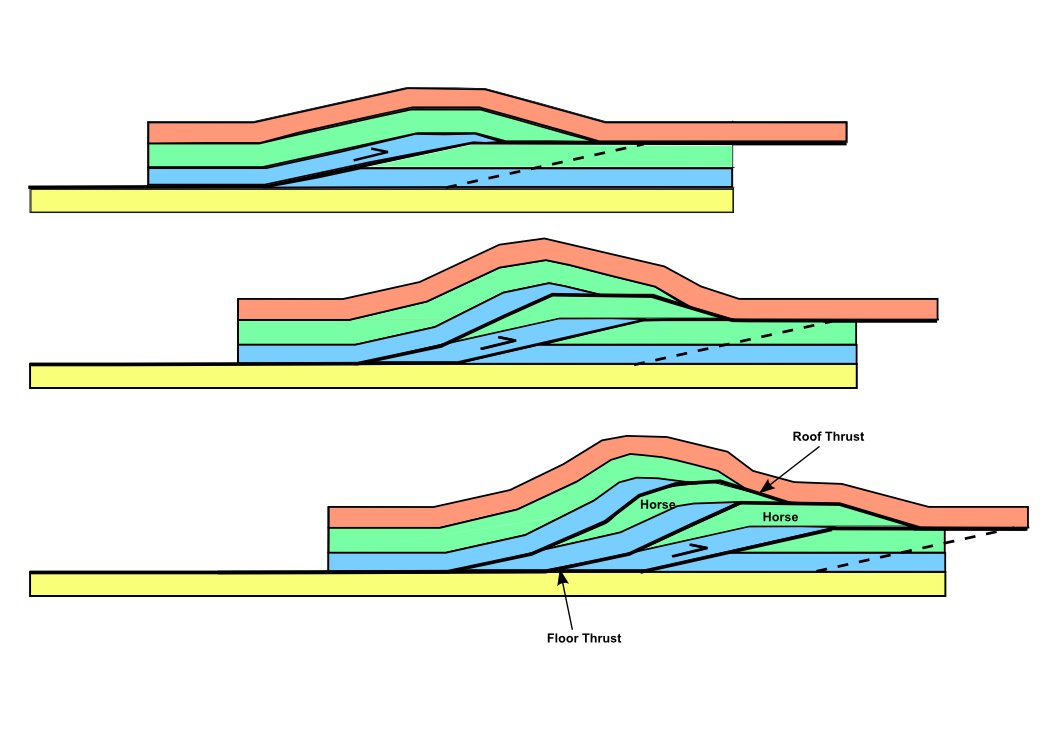
Schema di sovrascorrimento

Il sovrascorrimento, in geologia, è la sovrapposizione di porzioni di crosta, singolarmente dette unità tettoniche, causata da spinte orizzontali di compressione che causano la formazione di una serie di pieghe coricate o di faglie inverse di bassa inclinazione.
Il fenomeno si sviluppa su distanze relativamente grandi, dell'ordine di almeno una decina di chilometri. Dal punto di vista stratigrafico, una caratteristica dei sovrascorrimenti è la sovrapposizione di strati più antichi su strati più recenti, documentata dalla presenza di fossili più antichi in contrasto con il principio di sovrapposizione. Quando l'erosione porta alla luce la sovrapposizione di strati più antichi su strati più recenti si forma una finestra tettonica.
Quando il sovrascorrimento si estende su grandi superfici, assumendo carattere regionale, come nei casi di collisione tra placche continentali all'origine di movimenti orogenetici, le unità tettoniche prendono il nome di falde di ricoprimento e il sovrascorrimento origina vere e proprie catene montuose. Esempi di sovrascorrimento di questo tipo si riscontrano in alcuni settori delle Alpi, originati dal sovrascorrimento di elementi della placca africana sul fondale oceanico che separava l'Europa dall'Africa.
Il concetto di ricoprimento tettonico causato dallo scivolamento di masse rocciose plastiche fu introdotto in Italia del geologo Mario Anelli.